# Яков I (король Англии)
Я́ков (Иа́ков) VI Шотла́ндский, он же Я́ков I Англи́йский (англ. James I of England (James VI of Scotland), James Charles Stuart, лат. Iacobus; 19 июня 1566, Эдинбургский замок, Шотландия — 27 марта [6 апреля] 1625, Тиболдз-Хаус, Хартфордшир) — король Шотландии (с 24 июля 1567 года — под опекой регентского совета, с 12 марта 1578 года — единолично) и первый король Англии из династии Стюартов с 24 марта 1603 года (провозглашение королём в Эдинбурге 31 марта 1603 года). Яков I был первым государем, правившим одновременно обоими королевствами Великобритании. Британского государства как единой державы тогда ещё формально не существовало, Англия и Шотландия представляли собой отдельные страны, имевшие общего монарха.

## Детство
Яков был сыном Марии Стюарт, королевы Шотландии, и Генриха Стюарта, лорда Дарнли, и как по отцу, так и по матери приходился правнуком Маргарите Тюдор, старшей дочери Генриха VII, основателя династии Тюдоров, что делало Якова законным наследником английского престола. Эта возможность стала в дальнейшем одним из определяющих факторов политики Якова VI Шотландского.
Через несколько месяцев после рождения Якова его отец был убит при подозрительных обстоятельствах. Общественное мнение приписало это преступление Марии Стюарт и её любовнику графу Ботвеллу. В Шотландии вспыхнуло восстание против королевы, и 24 июля 1567 года Мария Стюарт была вынуждена подписать отречение от шотландского престола в пользу своего сына, которому едва исполнился год от рождения. 29 июля 1567 года в Стерлинге годовалый Яков был коронован королём Шотландии.
Яков своей бежавшей матери совсем не знал, а его главный учитель Джордж Бьюкенен с самого начала поставил перед собой задачу сделать из царственного ребёнка безупречного протестантского короля, который бы понимал, что королевская власть имеет границы. Он привил юному королю любовь к рассуждениям, особенно в сфере богословия. При этом Бьюкенен был суров со своим царственным учеником: образование сопровождалось регулярными телесными наказаниями.

## Правление Якова VI в Шотландии

### Период регентств
Регентом Шотландии при малолетнем короле был назначен Джеймс Стюарт, граф Морей, единокровный брат свергнутой королевы и лидер протестантской партии. Основой его политики стало дальнейшее сближение с Англией и углубление протестантских реформ. Однако бегство в 1568 году Марии Стюарт из заключения в Лохлевенском замке вызвало раскол в обществе: многие представители крупной аристократии (герцог де Шателеро, графы Хантли и Аргайл) перешли на сторону королевы и выступили против регента. В битве при Лангсайде 13 мая 1568 года Мария Стюарт и её сторонники были разбиты, королева бежала в Англию. По инициативе Елизаветы I началось расследование обстоятельств убийства Дарнли и свержения королевы, закончившееся победой регента. Однако его триумф не был долог: 23 января 1570 года регент был убит одним из приверженцев Марии.
Смерть Морея послужила толчком к гражданской войне в Шотландии (1570—1573 годы) между «партией короля», представляемой правительством и радикальными протестантами, и «партией королевы», в которую входила значительная часть крупной аристократии консервативного толка. Эдинбург, западная и северо-восточная части страны перешли под контроль сторонников Марии Стюарт. Положение осложнялось частой сменой регентов при малолетнем короле: Мэтью Стюарт, граф Леннокс (1570—1571), Джон Эрскин, граф Мар (1571—1572), Джеймс Дуглас, граф Мортон (с 1572 года). Лишь вмешательство английской королевы и поддержка правительства городами и мелким дворянством обеспечила в 1573 году победу «партии короля». Гражданская война окончилась взятием Эдинбурга 28 мая 1573 года, сторонники Марии Стюарт признали короля Якова VI.
После завершения гражданской войны в Шотландии установился период спокойствия (1573—1578 гг.), связанный с эффективными действиями регента Мортона. Ему удалось восстановить законность и правопорядок и утвердить протестантскую религию в стране. Однако именно в это время начинается распространение пресвитерианских идей Эндрю Мелвилла, которые быстро нашли признание в среде духовенства, горожан и мелкого дворянства, но были встречены резко враждебно правительством, опасающимся потери государством контроля над церковью.

### Государственные перевороты 1570-х—1580-х гг.
Власть регента Мортона была подорвана в 1578 году, когда графы Атолл и Аргайл захватили короля и объявили об окончании регентства. Мортону вскоре удалось вернуть свою власть, однако события 1578 года стали лишь первым этапом в целой серии государственных переворотов и контр-переворотов, которые сотрясали Шотландию в конце 1570-х — 1580-х годах.
В это время в стране оформились две основные противоборствующие политические силы: радикальные протестанты во главе с графом Ангусом и Уильямом Рутвеном, требующие реформирования церкви в соответствии с принципами пресвитерианства и заключения тесного союза с Англией; и консервативная (или католическая) партия во главе с графом Хантли, придерживающаяся умеренных взглядов в церковной политике, готовая на примирение с католиками и ориентирующаяся на Францию и Испанию. Первые опирались на мелкое духовенство и средние слои населения, среди которых новые пресвитерианские идеи Эндрю Мелвилла быстро завоевали широкое признание, а вторые представляли интересы крупной аристократии северных регионов страны и епископата. Молодость короля пока не позволяла ему встать над борьбой двух диаметрально противоположных политических сил и объединить страну.
В 1580 году регент Мортон был арестован по обвинению в соучастии в убийстве лорда Дарнли и в следующем году казнён. У власти оказался фаворит молодого короля Эсме Стюарт, герцог Леннокс. Политика Леннокса была близка консерваторам: в Шотландию прибыли иезуиты, началось сближение с континентальными державами, был создан пышный королевский двор по французскому образцу. Однако шотландское духовенство отказалось сотрудничать с новым правительством. В августе 1582 года произошёл новый государственный переворот: король был захвачен Уильямом Рутвеном, к власти пришли радикальные протестанты. Их правление оказалось также недолговечным: в июне 1583 года Яков VI бежал из-под власти Рутвена и с помощью северных баронов сверг режим ультра-протестантов.
Во главе правительства встал Джеймс Стюарт, граф Арран, который олицетворял умеренно консервативную реакцию. В 1584 году был подавлен очередной мятеж радикальных протестантов и утверждены «Чёрные акты», осуждающие пресвитерианские преобразования в церкви. В результате страну покинули многие пресвитериане, в том числе и их главный идеолог Эндрю Мелвилл. Аррану удалось добиться согласия Англии на заключение военно-политического союза с Шотландией, однако невозможность достижения компромисса с пресвитерианами подрывала позиции режима внутри страны. В конце 1585 года в страну при английской поддержке вернулись эмигранты-протестанты во главе с графом Ангусом. Яков VI был вынужден сместить Аррана и сформировать новое правительство, в которое вошли представители ультра-протестантов.

### Политика «Среднего пути»
К середине 1580-х гг. усиливается влияние самого короля на политику страны. Яков VI начал всё более и более регулярно участвовать в заседаниях государственного совета, концентрируя в своих руках рычаги управления. Падение Аррана в 1585 году и смерть Ангуса в 1588 году ослабили обе враждующие политические группировки и позволили королю начать осуществление собственной политики «Среднего пути». В королевский совет в 1585 году вошли как представители консерваторов, так и ряд пресвитериан. Король старался избегать в своей политике крайностей и сосредоточился на укреплении международного положения Шотландии и проведении умеренных протестантских реформ. Уже в 1583 году Яков VI объявил о своем желании объединить дворянство и стать действительно общенациональным монархом.
Переговоры с Англией были продолжены и завершились 5 июля 1586 года заключением договора о союзе и взаимопомощи в случае агрессии третьих стран, причём Елизавета I установила ежегодную субсидию шотландскому королю в размере 4 000 фунтов стерлингов и фактически согласилась с правом наследования Яковом VI английского престола. Первой проверкой англо-шотландского союза на прочность стала казнь матери Якова Марии Стюарт 8 февраля 1587 года в Англии. Шотландский король выразил свою печаль и сожаление, однако не стал развязывать войну.
Второй проверкой стал поход «Великой Армады» в 1588 году Яков VI мобилизовал военные силы своей страны, подавил выступление католиков в поддержку Армады и был готов оказать военную помощь Англии в случае высадки испанского десанта. В 1589 г. (23 ноября в Осло) король сочетался браком с Анной Датской, дочерью Фредерика II, короля Дании и Норвегии.
Прочный союз с Англией и брак короля с представительницей одного из протестантских домов Европы лишил радикальных пресвитериан важного рычага давления на короля. Кроме того, у ультра-протестантов в тот момент не было яркого и энергичного лидера, что сильно ослабляло их возможности. Более серьёзную угрозу представляли консерваторы — бароны северных регионов страны во главе с графом Хантли, подозреваемые в симпатиях к католичеству. В 1589 году стало известно о переписке Хантли, в которой он выражал сожаление по поводу провала экспедиции «Великой Армады». Королевская армия выступила против графа и быстро добилась его подчинения. В 1592 году был раскрыт заговор иезуитов в поддержку испанской интервенции, в который также оказался вовлечённым Хантли. Король вновь собрал войска и принудил северных баронов к клятве верности протестантской религии под страхом изгнания. Достаточно мягкое обращение Якова VI с северными баронами объяснялось нежеланием короля терять поддержку католиков, прежде всего в Англии, на престол которой он претендовал, и обострять отношения с континентальными державами.
Более жёстко Яков VI обращался с мятежниками из пресвитерианского лагеря. Эскапады графа Ботвелла в 1591—1594 годах повлекли за собой его арест, конфискацию владений и изгнание графа из Шотландии. С другой стороны, король не препятствовал росту влияния пресвитериев и постепенному отстранению епископов от церковной власти, оказывал поддержку английским пуританам, а в 1592 году утвердил акт парламента Шотландии о пресвитерианской реформе церкви. Кульминацией про-пресвитерианской политики Якова VI стал поход короля в 1594 году в сопровождении Эндрю Мелвилла и лидеров ультра-протестантов против северных баронов, завершившийся их изгнанием из страны и конфискацией владений. Вскоре, правда, Хантли вернулся и, после его формального перехода в пресвитерианство, был восстановлен в правах. Это, однако, окончательно устранило католическую угрозу в Шотландии.
Примерно в это же время была ликвидирована и ультра-протестантская угроза. К середине 1590-х гг. пресвитериане стали оказывать существенное влияние на общественно-политическую жизнь страны: они пытались запретить торговлю с католической Испанией, проведение ярмарок по выходным и театральные постановки, открыто критиковали короля и его министров за пренебрежение божественными установлениями. В декабре 1596 года во время нахождения Якова VI в Эдинбурге там вспыхнул мятеж ультра-протестантов. 5 августа 1600 года был раскрыт новый заговор Гоури, когда несколько ультра-протестантских баронов попытались захватить короля. Эти волнения позволили королю разгромить радикалов и изгнать их лидеров из страны.

### Церковная политика
Устранение политической опасности со стороны католиков и ультра-протестантов позволило Якову VI перейти к претворению в жизнь собственных представлений о месте церкви в государстве. К середине 1590-х годов доктрина Эндрю Мелвилла о «двух царствах», предполагающая фактическое подчинение государственной власти пресвитерианской церкви, получила широкое признание в Шотландии. Епископы полностью лишились власти, духовенство перестало принимать участие в парламентах, а генеральные ассамблеи шотландской церкви все больше вмешивались в дела государства. Торжество пресвитерианской модели управления было зафиксировано статутом 1592 года.
С 1596 года король постепенно начал усиливать свою власть в церковных вопросах. Манипулируя временем и местом созывов генеральных ассамблей и используя политическое давление, Яков VI смог добиться признания за королём права назначения пасторов в важнейшие приходы и восстановить участие епископов в парламенте страны. В 1604 году король отказался созвать генеральную ассамблею церкви, а несколько делегатов, пытающихся без королевской санкции возобновить заседания, были арестованы. Выступивший в защиту прав церковнослужителей Эндрю Мелвилл был в 1606 году брошен в Тауэр. Следующим шагом стала реставрация роли епископата. Законом 1606 года епископам были возвращены земельные владения и ренты, секуляризованные в период протестантских реформ, а также полномочия по контролю над синодами и пресвитериями.
Восстановление значения епископата, однако, не повлекло за собой изменений в полномочиях приходских собраний и пресвитерий, верховным органом церковной администрации осталась генеральная ассамблея, правда, более зависимая от короля, чем прежде. В результате сложилась система так называемого «якобитского компромисса», позволившая примирить враждующие группировки и обеспечить усиление влияния короля в церковных вопросах.
В конце своего правления, во многом благодаря английскому влиянию, Яков VI приступил к доктринальным реформам в шотландской церкви. В 1617 году король предложил для утверждения генеральной ассамблее «Пять статей», предполагающих введение в пресвитерианскую литургию элементов англиканства. Эти предложения (особенно введение коленопреклонения при причастии) вызвали мощное возмущение шотландского духовенства. Генеральная ассамблея отказалась утвердить статьи. Лишь в 1621 году путём манипуляций с выборами и прямого давления на делегатов удалось добиться одобрения «Пяти статей» парламентом. Литургические реформы Якова VI привели к складыванию в Шотландии новой оппозиции королю и в значительной мере свели на нет успехи в сфере организационного переустройства церкви. Осознавая крах своей литургической политики, Яков VI не стал настаивать на решительном внедрении в жизнь «Пяти статей» и отказался от продолжения церковных реформ.

### Социально-политические результаты правления в Шотландии
За время своего долгого правления в Шотландии Якову VI, благодаря сочетанию решительности в установлении королевской власти и готовности к компромиссам, удалось вывести страну из периода затяжного религиозно-политического кризиса и обеспечить сорокалетний период мира и спокойствия. Король старался апеллировать непосредственно к народу Шотландии, разрывая традиционные феодальные связи. Междоусобицы и дуэли были запрещены, злоупотребления баронов решительно пресекались. Была существенно реформирована судебная система, а в 1606 году создан институт мировых судей. Одновременно на государственную службу в беспрецедентных масштабах привлекались представители среднего класса. Рыцарские звания, секуляризованные земли и графские титулы распределялись, в основном, среди талантливых выходцев из мелкого дворянства и горожан, создавая новую опору для королевской власти. Не прибегая к репрессиям, Яков VI полностью ликвидировал почву для аристократических переворотов и сделал короля действительно над-фракционной фигурой, обеспечивающей единство нации.
Якову VI удалось также обеспечить включение в общую систему государственной власти полуавтономных горских регионов западной Шотландии. Одним из важнейших направлений королевской политики в этой сфере стало массовое переселение шотландцев из равнинных регионов на Гебридские острова, в Аргайл и, что имело наибольшее значение, в Ольстер. В то же время королевской власти были подчинены вожди горских кланов (экспедиция лорда Охилтри на Гебриды в 1608 г. и подписание Статута Айоны в 1609 году, подавление мятежей Макдональдов в 1614—1615 годах, разгром клана Макгрегоров в 1610 году). При этом Яков VI в борьбе за подчинение горских регионов продолжал политику своих предшественников и опирался на несколько наиболее преданных королю кланов (Кэмпбеллы, Макензи). В 1611—1615 годах была ликвидирована автономия Оркнейских островов.
Яков VI также поощрял торговлю и местное сельскохозяйственное производство. Именно на период его правления приходится возникновение в Шотландии сахарной и стекольной промышленности, рывок в производстве сукна из шерсти и льна, угледобычи и солеварения, ориентированных на экспорт, прежде всего в Англию, торговля с которой в условиях объединения корон стала практически беспошлинной. К концу правления Якова VI уровень жизни в стране значительно повысился.
Показательной чертой политики Якова VI стала первая попытка основания шотландской колонии в Америке. В 1621 году король даровал Уильяму Александеру, графу Стерлингскому, права на основание колонии «Новая Шотландия» на побережье современной Канады. В рамках кампании по привлечению колонистов был даже учрежден новый дворянский титул баронета. Первые колонисты прибыли в Новую Шотландию в 1622 году, позднее у французов был отнят Порт-Роял, ставший центром колонии. Однако в 1632 году шотландские приобретения в Канаде были переданы Франции. (См. также Колонии Шотландии)

### Английское наследство
Вся внешняя политика Якова VI была подчинена перспективам приобретения английского престола. Королева Англии Елизавета I не имела детей, и единственными потомками Генриха VII, основателя династии Тюдоров, остались король Яков, его двоюродная сестра Арабелла Стюарт и английские Сеймуры. Наилучшие шансы были у Якова VI, однако Елизавета до самого конца жизни отказывалась определиться с кандидатурой наследника. Шотландский король заручился поддержкой ведущих советников престарелой Елизаветы (Роберта Сесила и Чарльза Говарда), которые убедили королеву на смертном одре высказаться в пользу Якова.

## Правление Якова I в Англии

### Начало правления
5 апреля 1603 года Яков покинул Эдинбург и отправился в Лондон, решив избрать своим местопребыванием большее из своих королевств. При отъезде Яков пообещал шотландцам возвращаться раз в три года. Это обещание он не выполнил: король побывал с тех пор в Шотландии только один раз, через четырнадцать лет, в 1617 году.
25 июля 1603 года в Вестминстерском аббатстве Яков VI был коронован королём Англии под именем Якова I. Шотландия и Англия под властью короля оставались независимыми государствами, управляемыми одним монархом (см. Личная уния). План объединения обоих британских государств был одним из наиболее амбициозных проектов Якова I, однако из-за сопротивления парламентов Англии и Шотландии так и не был реализован при жизни короля. Объединение произойдет только в 1707 году при правнучке Якова — королеве Анне Стюарт.
Начало правления Якова в Англии ознаменовалось массовым посвящением в дворянство и раздачей титулов (за всё время царствования короля в рыцарское звание было возведено около 300 человек, из них 62 получили титулы лорда, графа, маркиза или герцога). Главным советником короля остался государственный секретарь Роберт Сесил, свои позиции сохранили и многие другие елизаветинские чиновники. Были реабилитированы участники заговора Эссекса, а его противники (в частности, Уолтер Рэли) были арестованы по подозрению в попытке государственного переворота.
Немедленно по прибытии в Англию король столкнулся со сложной проблемой религиозных конфликтов. Пуритане представили Якову I Тысячную петицию, в которой выражались пожелания об углублении реформ в англиканской церкви. В 1604 году состоялась Хэмптон-кортская конференция, на которой была предпринята попытка достигнуть согласия между официальной церковью и пуританами. Несмотря на то, что в родной Шотландии уже полвека господствовало пресвитерианство, Яков I был противником пресвитерианских или пуританских реформ в Англии, считая их угрожающими королевской власти.
Король достаточно лояльно относился к католикам и не допускал реализации жёстких английских законов против католиков, при дворе Якова I даже сформировалась прокатолическая партия во главе с Говардами. Однако иезуиты и радикальные католики не были этим удовлетворены. Повеление, изданное Яковом I против католиков, было поводом к заговору, известному под названием «порохового». В 1605 году был раскрыт Пороховой заговор с целью убийства короля и членов парламента. Его участники были казнены, по стране начались репрессии против католиков. В память о спасении короля и парламента был установлен государственный праздник 5 ноября. До настоящего времени в этот день в Великобритании сжигают чучело Гая Фокса, одного из участников Порохового заговора.

### Конфликты с парламентом
Практически сразу после восшествия Якова I на английский престол началось сначала осторожное, но постепенно набирающее силу противостояние парламента и короля Англии. Уже в 1604 году, несмотря на добровольный отказ короля от своих прерогатив в сфере установления монополий и королевской опеки, парламент Англии не утвердил субсидии королю. В 1605 году королю удалось добиться санкционирования экстраординарного налога, однако его поступления были недостаточными. Яков I начал прибегать к взиманию пошлин на импортные товары без согласия парламента, что вызвало бурю недовольства последнего. Однако, благодаря таможенной реформе Роберта Сесила, королю временно удалось стабилизировать королевские финансы.
В 1610 году Сесил предложил проект «Великого контракта»: утверждение парламентом ежегодной фиксированной субсидии королю на основе всеобщего земельного налога взамен на отказ Якова от королевских феодальных прерогатив. Однако этот проект был провален в парламенте. В это время значительную роль в парламенте играл сэр Генри Невилл, который советовал королю подчиниться требованиям Палаты Общин.
В ответ на всё это король без санкции парламента увеличил потонный и пофунтовый сборы и стал активно взимать причитавшиеся ему по феодальному праву платежи. Возмущённая палата общин издала билль о запрете королю введения церковных законов без согласия парламента и ликвидации права королевской опеки, что привело к роспуску парламента в 1611 году.
Оставшись без возможности взимания налогов, король начал прибегать к массовой продаже титулов: в 1611 году был учреждён новый титул баронета, который мог получить любой дворянин, внёсший в казну 1 080 фунтов стерлингов. Более высокие тарифы были установлены для титулов виконта, барона и графа. Однако эти мероприятия при росте расходов Якова I на содержание королевского двора и внешнюю политику не могли устранить финансового кризиса. Второй парламент царствования, собранный в 1614 году, опять отказался утвердить субсидии королю и вскоре был распущен. Антагонизм между абсолютистскими претензиями Якова и парламентом Англии только усилился.
На протяжении семи лет после роспуска парламента в 1614 году король перестал созывать парламент. Нехватка средств заставила расширить практику применения феодальных прав короля, начать прибегать к принудительным займам и пойти на сближение с Испанией. Новый парламент был созван в 1621 году. В условиях начала Тридцатилетней войны общины согласились утвердить субсидию королю на поддержку немецких протестантов. Однако взамен они потребовали вступления Англии в войну с Испанией, ужесточения законов против католиков и подчинения внешней политики короля парламентскому контролю. В результате парламент вновь был распущен, а его лидеры арестованы. Это означало крах парламентской политики короля. Государственный долг возрос до астрономической суммы в 1 миллион фунтов стерлингов.
Лишь перед самой смертью короля, в 1624 году, четвёртый парламент Якова I утвердил субсидии на войну с Испанией, но обусловил своё согласие установлением парламентского контроля за расходами казны и закрепил право парламента на объявление импичмента высшим должностным лицам страны. Первый импичмент был вынесен лорду-казначею графу Миддлсексу, ответственному за финансовые мероприятия короля.

### Ирландский вопрос
Продолжая политику Елизаветы I и опираясь на собственный опыт подчинения гэльских регионов Шотландии, Яков I начал кампанию по массированной английской колонизации Ирландии. В 1607 году граф Тирона и другие лидеры ирландских кланов Ольстера были вынуждены эмигрировать из Ирландии, их владения были конфискованы и распределены между английскими и шотландскими колонистами. На Ирландию было распространено английское право, отменены брегонские законы, гавелкайнд и другие ирландские традиции. Восстание против английской власти в Ольстере в 1608 году было подавлено, в Ирландии были введены разъездные суды, вожди кланов подчинены центральной администрации. Множество ирландцев было выселено из Ольстера, а на их место переселились англо-шотландские колонисты-арендаторы.

### Правление фаворитов
После смерти Роберта Сесила в 1612 году в Англии не осталось государственного деятеля сопоставимого уровня для единоличного управления страной. Это, с одной стороны, способствовало оформлению «кабинета» при короле и повышению роли в государственной администрации специализированных комиссий и комитетов — прообразов будущих министерств, а с другой стороны, облегчило возвышение королевских фаворитов. Первым из них стал молодой Роберт Карр, граф Сомерсет (с 1613 года), однако из-за его участия в отравлении Томаса Овербери король был вынужден арестовать своего фаворита и заключить его в тюрьму в 1615 году. Новым любимцем стареющего Якова I стал Джордж Вильерс, быстро превратившийся в первое лицо в государстве. Ему были переданы огромные земельные владения, пожалована должность лорд-адмирала, а в 1623 г. Вильерс был возведен в титул герцога Бэкингема. В последние годы жизни Яков I практически отстранился от правления, уступив большую часть своей власти Бэкингему и своему сыну Карлу, принцу Уэльскому.

### Внешняя политика
Внешняя политика короля отличалась стремлением к миру и сближению с континентальными державами. В 1604 г. был подписан Лондонский мир, завершивший англо-испанскую войну, начавшуюся в 1585 году. Позднее, благодаря посредничеству Якова I, завершилась война Испании и Нидерландов. Брак старшей дочери короля Елизаветы в 1613 году с Фридрихом V, курфюрстом Пфальца и главой Евангелической унии немецких князей, заложил прочные основы долгосрочного союза Англии с протестантскими государствами Германии.
После начала в 1619 году Тридцатилетней войны Яков I отказался от вмешательства в дела Германии, не желая портить отношения с Испанией, с которой король начал переговоры о браке английского наследника Карла и испанской инфанты. Этот брак должен был укрепить международный престиж короля и улучшить его финансовое состояние. Против союза с Испанией решительно высказался английский парламент, требующий вступления Англии в войну на стороне протестантов. В англо-испанские переговоры о браке вмешались принц Уэльский и Бэкингем, чьи авантюрные действия сорвали соглашение.
Под давлением парламента, а также принца Уэльского Чарльза и Бэкингема, вернувшихся из Испании ни с чем, Яков I объявил войну против Испании. В Нидерланды был отправлен английский экспедиционный корпус под командованием Эссекса, был заключен династический союз с Францией: принц Уэльский женился на дочери французского короля Генриха IV Генриетте Марии. В разгар подготовки к новой военной кампании король Яков скончался 27 марта 1625 года.

### Колониальная политика
На годы правления Якова I приходится начало образования английской колониальной системы. В 1607 г. была основана Виргиния — первая колония Англии на побережье Северной Америки, названная в честь «королевы-девственницы» Елизаветы I. Затем — поселения на Бермудских островах (1609) и в Индии (Масулипатам, 1611). Иаков I писал против употребления табака и каждому плантатору в Виргинии запретил возделывать его свыше 100 фунтов. В 1620 году пилигримами-пуританами был основан Плимут, первая колония Новой Англии, а в 1623 году поселение на острове Сент-Китс, первая колония в Вест-Индии.

## Личность короля
Яков был одним из самых образованных людей своего времени, знал не только латынь, но и древнегреческий язык, слагал стихи по-шотландски и по-латыни, написал книгу наставлений своему сыну, трактаты о демонологии («Демонология», 1597) и о вреде табака (став первооткрывателем последней темы). Широкую европейскую известность получил трактат короля «Basilicon Doron» (1599), в котором нашли отражение взгляды Якова I на существо королевской власти и взаимоотношения монарха и подданных, государства и церкви. В детстве им была написана поэма (издана в 1591 году) в честь битвы при Лепанто.
Его время ознаменовано продолжением ренессансного расцвета культуры, начавшегося ещё при Елизавете; при нём творили Шекспир, Бен Джонсон, Уильям Драммонд и Джон Донн. Яков присвоил труппе Шекспира статус королевской. Фрэнсис Бэкон занимал в его правительстве пост лорд-канцлера Англии. Король поощрял исследования алхимиков и новые работы в сфере медицины и естествознания.
Никогда не знавший отца и воспитывавшийся в атмосфере ненависти к своей матери, Марии Стюарт, король легко попадал под влияние привлекательных и энергичных дворян, что давало повод подозревать Якова I в гомосексуальных наклонностях. Первым фаворитом короля стал тридцатичетырёхлетний герцог Леннокс, которому юный Яков I фактически доверил управлять страной от своего имени. Во время сватовства к датской принцессе король показал себя как нетерпеливый жених, совершив неожиданную поездку в Осло, где была вынуждена остановиться из-за шторма Анна. Однако вскоре король охладел к своей супруге, не соответствующей ему по уровню интеллекта, что, однако, не помешало королевской чете родить семерых детей. В зрелом возрасте Яков I, испытывавший трудности во взаимоотношениях со старшими сыновьями, вновь оказался под влиянием молодых фаворитов: Роберта Карра, графа Сомерсета, Джорджа Вильерса, герцога Бекингема, и других. Гомосексуальные наклонности короля породили известную в его время поговорку: «Елизавета была королём, а Яков был королевой» (Rex erat Elizabeth, Regina Jacobus).

## Семья

### Брак и дети
- (1589) Анна Датская, дочь Фредерика II, короля Дании и Норвегии.

1. Генрих, принц Уэльский (1594—1612)
2. Елизавета (1596—1662), замужем (1613) за Фридрихом V, курфюрстом Пфальца (родоначальница Ганноверской династии, вступившей на британский престол в 1714 году)
3. Маргарита (1598—1600)
4. Карл I (1600—1649), король Англии и Шотландии (с 1625 года)
5. Роберт Стюарт, герцог Кинтайр и Лорн, герцог Кинтайр (1602—1602)
6. Мария (1605—1607)
7. София (1606—1606)

### Предки
| \| \| \| Стюарты \| Стюарты \| Стюарты \| Стюарты \| Стюарты \| Стюарты \| Яков II, Король Шотландии \| Яков II, Король Шотландии \| Яков II, Король Шотландии \| Яков II, Король Шотландии \| Яков II, Король Шотландии \| Яков II, Король Шотландии \| \| \| Мария Гелдернская \| Мария Гелдернская \| Мария Гелдернская \| Мария Гелдернская \| Мария Гелдернская \| Мария Гелдернская \| \| \| \| \| \| \| \| \| \| \| \| \| \| \| \| \| \| \| \| \| \| \| \| \| \| \| \| Стюарты \| Стюарты \| Стюарты \| Стюарты \| Стюарты \| Стюарты \| Яков II, Король Шотландии \| Яков II, Король Шотландии \| Яков II, Король Шотландии \| Яков II, Король Шотландии \| Яков II, Король Шотландии \| Яков II, Король Шотландии \| \| \| Мария Гелдернская \| Мария Гелдернская \| Мария Гелдернская \| Мария Гелдернская \| Мария Гелдернская \| Мария Гелдернская \| \| \| \| \| \| \| \| \| \| \| \| \| \| \| \| \| \| \| \| \| \| \| \| \| \| \| \| \| \| \| \| \| \| \| \| \| \| \| \| \| \| \| \| \| \| \| \| \| \| \| \| \| \| \| \| \| \| \| \| \| \| \| \| \| \| \| \| \| \| \| \| \| \| \| \| \| \| \| \| \| \| \| \| \| \| \| \| \| \| \| \| \| \| \| \| \| \| \| \| \| \| \| \| \| \| \| \| \| \| \| \| \| \| \| \| \| \| \| \| \| \| \| \| \| \| \| \| Яков III, Король Шотландии \| Яков III, Король Шотландии \| Яков III, Король Шотландии \| Яков III, Король Шотландии \| Яков III, Король Шотландии \| Яков III, Король Шотландии \| \| \| Мария Стюарт \| Мария Стюарт \| Мария Стюарт \| Мария Стюарт \| Мария Стюарт \| Мария Стюарт \| \| \| \| \| \| \| \| \| \| \| \| \| \| \| \| \| \| \| \| \| \| \| \| \| \| \| \| \| \| \| \| \| \| Яков III, Король Шотландии \| Яков III, Король Шотландии \| Яков III, Король Шотландии \| Яков III, Король Шотландии \| Яков III, Король Шотландии \| Яков III, Король Шотландии \| \| \| Мария Стюарт \| Мария Стюарт \| Мария Стюарт \| Мария Стюарт \| Мария Стюарт \| Мария Стюарт \| \| \| \| \| \| \| \| \| \| \| \| \| \| \| \| \| \| \| \| \| \| \| \| \| \| \| \| \| \| \| \| \| \| \| \| \| \| \| \| \| \| \| \| \| \| \| \| \| \| \| \| \| \| \| \| \| \| \| \| \| \| \| \| \| \| \| \| \| \| \| \| \| \| \| \| \| \| \| \| \| \| \| \| \| Джеймс Гамильтон \| Джеймс Гамильтон \| Джеймс Гамильтон \| Джеймс Гамильтон \| Джеймс Гамильтон \| Джеймс Гамильтон \| \| \| Элизабет Гамильтон \| Элизабет Гамильтон \| Элизабет Гамильтон \| Элизабет Гамильтон \| Элизабет Гамильтон \| Элизабет Гамильтон \| \| \| \| \| \| \| \| \| \| \| \| \| \| \| \| \| \| \| \| \| \| \| \| \| \| \| \| \| \| \| \| \| \| Джеймс Гамильтон \| Джеймс Гамильтон \| Джеймс Гамильтон \| Джеймс Гамильтон \| Джеймс Гамильтон \| Джеймс Гамильтон \| \| \| Элизабет Гамильтон \| Элизабет Гамильтон \| Элизабет Гамильтон \| Элизабет Гамильтон \| Элизабет Гамильтон \| Элизабет Гамильтон \| \| \| \| \| \| \| \| \| \| \| \| \| \| \| Тюдоры \| \| \| \| \| \| \| \| \| \| \| \| \| \| \| \| \| \| \| Джеймс Гамильтон \| Джеймс Гамильтон \| Джеймс Гамильтон \| Джеймс Гамильтон \| Джеймс Гамильтон \| Джеймс Гамильтон \| \| \| Джон Стюарт \| Джон Стюарт \| Джон Стюарт \| Джон Стюарт \| Джон Стюарт \| Джон Стюарт \| \| \| Елизавета Йоркская \| Елизавета Йоркская \| Елизавета Йоркская \| Елизавета Йоркская \| Елизавета Йоркская \| Елизавета Йоркская \| \| \| \| \| \| \| Генрих VII, Король Англии \| Генрих VII, Король Англии \| Генрих VII, Король Англии \| Генрих VII, Король Англии \| Генрих VII, Король Англии \| Генрих VII, Король Англии \| \| \| \| \| \| \| \| \| \| \| \| \| \| Джеймс Гамильтон \| Джеймс Гамильтон \| Джеймс Гамильтон \| Джеймс Гамильтон \| Джеймс Гамильтон \| Джеймс Гамильтон \| \| \| Джон Стюарт \| Джон Стюарт \| Джон Стюарт \| Джон Стюарт \| Джон Стюарт \| Джон Стюарт \| \| \| Елизавета Йоркская \| Елизавета Йоркская \| Елизавета Йоркская \| Елизавета Йоркская \| Елизавета Йоркская \| Елизавета Йоркская \| \| \| \| \| \| \| Генрих VII, Король Англии \| Генрих VII, Король Англии \| Генрих VII, Король Англии \| Генрих VII, Король Англии \| Генрих VII, Король Англии \| Генрих VII, Король Англии \| \| \| \| \| \| \| \| \| \| \| \| \| \| \| \| \| \| \| \| \| \| \| \| \| \| \| \| \| \| \| \| \| \| \| \| \| \| \| \| \| \| \| \| \| \| \| \| \| \| \| \| \| \| \| \| \| \| \| \| \| \| \| \| \| \| \| \| \| \| \| \| \| \| \| \| \| \| \| \| \| \| \| \| \| \| \| \| \| \| \| \| \| \| \| \| \| \| \| \| \| \| \| \| Яков IV, Король Шотландии \| Яков IV, Король Шотландии \| Яков IV, Король Шотландии \| Яков IV, Король Шотландии \| Яков IV, Король Шотландии \| Яков IV, Король Шотландии \| \| \| \| \| \| \| \| \| \| \| Маргарита Тюдор \| Маргарита Тюдор \| Маргарита Тюдор \| Маргарита Тюдор \| Маргарита Тюдор \| Маргарита Тюдор \| \| \| Арчибальд Дуглас \| Арчибальд Дуглас \| Арчибальд Дуглас \| Арчибальд Дуглас \| Арчибальд Дуглас \| Арчибальд Дуглас \| \| \| Генрих VIII, Король Англии \| Генрих VIII, Король Англии \| Генрих VIII, Король Англии \| Генрих VIII, Король Англии \| Генрих VIII, Король Англии \| Генрих VIII, Король Англии \| \| \| \| \| \| \| \| \| \| Яков IV, Король Шотландии \| Яков IV, Король Шотландии \| Яков IV, Король Шотландии \| Яков IV, Король Шотландии \| Яков IV, Король Шотландии \| Яков IV, Король Шотландии \| \| \| \| \| \| \| \| \| \| \| Маргарита Тюдор \| Маргарита Тюдор \| Маргарита Тюдор \| Маргарита Тюдор \| Маргарита Тюдор \| Маргарита Тюдор \| \| \| Арчибальд Дуглас \| Арчибальд Дуглас \| Арчибальд Дуглас \| Арчибальд Дуглас \| Арчибальд Дуглас \| Арчибальд Дуглас \| \| \| Генрих VIII, Король Англии \| Генрих VIII, Король Англии \| Генрих VIII, Король Англии \| Генрих VIII, Король Англии \| Генрих VIII, Король Англии \| Генрих VIII, Король Англии \| \| \| \| \| \| \| \| \| \| \| \| \| \| \| \| \| \| \| \| \| \| \| \| \| \| \| \| \| \| \| \| \| \| \| \| \| \| \| \| \| \| \| \| \| \| \| \| \| \| \| \| \| \| \| \| \| \| \| \| \| \| \| \| \| \| \| \| \| \| \| \| \| \| \| \| \| \| \| \| \| \| \| \| \| \| \| \| \| \| \| \| \| \| \| \| Мария де Гиз \| Мария де Гиз \| Мария де Гиз \| Мария де Гиз \| Мария де Гиз \| Мария де Гиз \| \| \| Яков V, Король Шотландии \| Яков V, Король Шотландии \| Яков V, Король Шотландии \| Яков V, Король Шотландии \| Яков V, Король Шотландии \| Яков V, Король Шотландии \| \| \| \| \| \| \| Мэтью Стюарт \| Мэтью Стюарт \| Мэтью Стюарт \| Мэтью Стюарт \| Мэтью Стюарт \| Мэтью Стюарт \| \| \| Дуглас, Маргарита \| Дуглас, Маргарита \| Дуглас, Маргарита \| Дуглас, Маргарита \| Дуглас, Маргарита \| Дуглас, Маргарита \| \| \| \| \| \| \| \| \| \| \| \| \| \| Мария де Гиз \| Мария де Гиз \| Мария де Гиз \| Мария де Гиз \| Мария де Гиз \| Мария де Гиз \| \| \| Яков V, Король Шотландии \| Яков V, Король Шотландии \| Яков V, Король Шотландии \| Яков V, Король Шотландии \| Яков V, Король Шотландии \| Яков V, Король Шотландии \| \| \| \| \| \| \| Мэтью Стюарт \| Мэтью Стюарт \| Мэтью Стюарт \| Мэтью Стюарт \| Мэтью Стюарт \| Мэтью Стюарт \| \| \| Дуглас, Маргарита \| Дуглас, Маргарита \| Дуглас, Маргарита \| Дуглас, Маргарита \| Дуглас, Маргарита \| Дуглас, Маргарита \| \| \| \| \| \| \| \| \| \| \| \| \| \| \| \| \| \| \| \| \| \| \| \| \| \| \| \| \| \| \| \| \| \| \| \| \| \| \| \| \| \| \| \| \| \| \| \| \| \| \| \| \| \| \| \| \| \| \| \| \| \| \| \| \| \| \| \| \| \| \| \| \| \| \| \| \| \| \| \| \| \| \| \| \| \| \| \| \| \| \| \| \| \| \| \| \| \| \| \| \| \| \| \| \| \| \| \| \| \| \| \| \| \| \| \| Мария, Королева Шотландии \| Мария, Королева Шотландии \| Мария, Королева Шотландии \| Мария, Королева Шотландии \| Мария, Королева Шотландии \| Мария, Королева Шотландии \| \| \| \| \| \| \| \| \| \| \| Генри Стюарт \| Генри Стюарт \| Генри Стюарт \| Генри Стюарт \| Генри Стюарт \| Генри Стюарт \| \| \| \| \| \| \| \| \| \| \| Елизавета I, Королева Англии \| Елизавета I, Королева Англии \| Елизавета I, Королева Англии \| Елизавета I, Королева Англии \| Елизавета I, Королева Англии \| Елизавета I, Королева Англии \| \| \| \| \| \| \| \| \| \| Мария, Королева Шотландии \| Мария, Королева Шотландии \| Мария, Королева Шотландии \| Мария, Королева Шотландии \| Мария, Королева Шотландии \| Мария, Королева Шотландии \| \| \| \| \| \| \| \| \| \| \| Генри Стюарт \| Генри Стюарт \| Генри Стюарт \| Генри Стюарт \| Генри Стюарт \| Генри Стюарт \| \| \| \| \| \| \| \| \| \| \| Елизавета I, Королева Англии \| Елизавета I, Королева Англии \| Елизавета I, Королева Англии \| Елизавета I, Королева Англии \| Елизавета I, Королева Англии \| Елизавета I, Королева Англии \| \| \| \| \| \| \| \| \| \| \| \| \| \| \| \| \| \| \| \| \| \| \| \| \| \| \| \| \| \| \| \| \| \| \| \| \| \| \| \| \| \| \| \| \| \| \| \| \| \| \| \| \| \| \| \| \| \| \| \| \| \| \| \| \| Яков VI и I, Король Шотландии и Англии \| \| \| \| \| \| \| \| \| \| \| \| \| \| \| \| \| \| \| \| \| \| \| \| \| \| \| \| \| \| |              |              |              |              |              |         |         |                            |                            |                            |                            |                            |                            |                  |                  |                                        |                   |                   |                   |                    |                    |                    |                    |                    |                    |                 |                 |                    |                    |                    |                    |                    |                    |                  |                  |                  |                  |  |  |                              |                              |                              |                              |                              |                              |
| |              | Стюарты      | Стюарты      | Стюарты      | Стюарты      | Стюарты | Стюарты | Яков II, Король Шотландии  | Яков II, Король Шотландии  | Яков II, Король Шотландии  | Яков II, Король Шотландии  | Яков II, Король Шотландии  | Яков II, Король Шотландии  |                  |                  | Мария Гелдернская                      | Мария Гелдернская | Мария Гелдернская | Мария Гелдернская | Мария Гелдернская  | Мария Гелдернская  |                    |                    |                    |                    |                 |                 |                    |                    |                    |                    |                    |                    |                  |                  |                  |                  |  |  |                              |                              |                              |                              |                              |                              |
| |              | Стюарты      | Стюарты      | Стюарты      | Стюарты      | Стюарты | Стюарты | Яков II, Король Шотландии  | Яков II, Король Шотландии  | Яков II, Король Шотландии  | Яков II, Король Шотландии  | Яков II, Король Шотландии  | Яков II, Король Шотландии  |                  |                  | Мария Гелдернская                      | Мария Гелдернская | Мария Гелдернская | Мария Гелдернская | Мария Гелдернская  | Мария Гелдернская  |                    |                    |                    |                    |                 |                 |                    |                    |                    |                    |                    |                    |                  |                  |                  |                  |  |  |                              |                              |                              |                              |                              |                              |
| |              |              |              |              |              |         |         |                            |                            |                            |                            |                            |                            |                  |                  |                                        |                   |                   |                   |                    |                    |                    |                    |                    |                    |                 |                 |                    |                    |                    |                    |                    |                    |                  |                  |                  |                  |  |  |                              |                              |                              |                              |                              |                              |
| |              |              |              |              |              |         |         |                            |                            |                            |                            |                            |                            |                  |                  |                                        |                   |                   |                   |                    |                    |                    |                    |                    |                    |                 |                 |                    |                    |                    |                    |                    |                    |                  |                  |                  |                  |  |  |                              |                              |                              |                              |                              |                              |
| |              |              |              |              |              |         |         | Яков III, Король Шотландии | Яков III, Король Шотландии | Яков III, Король Шотландии | Яков III, Король Шотландии | Яков III, Король Шотландии | Яков III, Король Шотландии |                  |                  | Мария Стюарт                           | Мария Стюарт      | Мария Стюарт      | Мария Стюарт      | Мария Стюарт       | Мария Стюарт       |                    |                    |                    |                    |                 |                 |                    |                    |                    |                    |                    |                    |                  |                  |                  |                  |  |  |                              |                              |                              |                              |                              |                              |
| |              |              |              |              |              |         |         | Яков III, Король Шотландии | Яков III, Король Шотландии | Яков III, Король Шотландии | Яков III, Король Шотландии | Яков III, Король Шотландии | Яков III, Король Шотландии |                  |                  | Мария Стюарт                           | Мария Стюарт      | Мария Стюарт      | Мария Стюарт      | Мария Стюарт       | Мария Стюарт       |                    |                    |                    |                    |                 |                 |                    |                    |                    |                    |                    |                    |                  |                  |                  |                  |  |  |                              |                              |                              |                              |                              |                              |
| |              |              |              |              |              |         |         |                            |                            |                            |                            |                            |                            |                  |                  |                                        |                   |                   |                   |                    |                    |                    |                    |                    |                    |                 |                 |                    |                    |                    |                    |                    |                    |                  |                  |                  |                  |  |  |                              |                              |                              |                              |                              |                              |
| |              |              |              |              |              |         |         |                            |                            |                            |                            | Джеймс Гамильтон           | Джеймс Гамильтон           | Джеймс Гамильтон | Джеймс Гамильтон | Джеймс Гамильтон                       | Джеймс Гамильтон  |                   |                   | Элизабет Гамильтон | Элизабет Гамильтон | Элизабет Гамильтон | Элизабет Гамильтон | Элизабет Гамильтон | Элизабет Гамильтон |                 |                 |                    |                    |                    |                    |                    |                    |                  |                  |                  |                  |  |  |                              |                              |                              |                              |                              |                              |
| |              |              |              |              |              |         |         |                            |                            |                            |                            | Джеймс Гамильтон           | Джеймс Гамильтон           | Джеймс Гамильтон | Джеймс Гамильтон | Джеймс Гамильтон                       | Джеймс Гамильтон  |                   |                   | Элизабет Гамильтон | Элизабет Гамильтон | Элизабет Гамильтон | Элизабет Гамильтон | Элизабет Гамильтон | Элизабет Гамильтон |                 |                 |                    |                    |                    |                    |                    |                    |                  |                  |                  |                  |  |  | Тюдоры                       |                              |                              |                              |                              |                              |
| |              |              |              |              |              |         |         |                            |                            |                            |                            | Джеймс Гамильтон           | Джеймс Гамильтон           | Джеймс Гамильтон | Джеймс Гамильтон | Джеймс Гамильтон                       | Джеймс Гамильтон  |                   |                   | Джон Стюарт        | Джон Стюарт        | Джон Стюарт        | Джон Стюарт        | Джон Стюарт        | Джон Стюарт        |                 |                 | Елизавета Йоркская | Елизавета Йоркская | Елизавета Йоркская | Елизавета Йоркская | Елизавета Йоркская | Елизавета Йоркская |                  |                  |                  |                  |  |  | Генрих VII, Король Англии    | Генрих VII, Король Англии    | Генрих VII, Король Англии    | Генрих VII, Король Англии    | Генрих VII, Король Англии    | Генрих VII, Король Англии    |
| |              |              |              |              |              |         |         |                            |                            |                            |                            | Джеймс Гамильтон           | Джеймс Гамильтон           | Джеймс Гамильтон | Джеймс Гамильтон | Джеймс Гамильтон                       | Джеймс Гамильтон  |                   |                   | Джон Стюарт        | Джон Стюарт        | Джон Стюарт        | Джон Стюарт        | Джон Стюарт        | Джон Стюарт        |                 |                 | Елизавета Йоркская | Елизавета Йоркская | Елизавета Йоркская | Елизавета Йоркская | Елизавета Йоркская | Елизавета Йоркская |                  |                  |                  |                  |  |  | Генрих VII, Король Англии    | Генрих VII, Король Англии    | Генрих VII, Король Англии    | Генрих VII, Король Англии    | Генрих VII, Король Англии    | Генрих VII, Король Англии    |
| |              |              |              |              |              |         |         |                            |                            |                            |                            |                            |                            |                  |                  |                                        |                   |                   |                   |                    |                    |                    |                    |                    |                    |                 |                 |                    |                    |                    |                    |                    |                    |                  |                  |                  |                  |  |  |                              |                              |                              |                              |                              |                              |
| |              |              |              |              |              |         |         |                            |                            |                            |                            |                            |                            |                  |                  |                                        |                   |                   |                   |                    |                    |                    |                    |                    |                    |                 |                 |                    |                    |                    |                    |                    |                    |                  |                  |                  |                  |  |  |                              |                              |                              |                              |                              |                              |
| |              |              |              |              |              |         |         | Яков IV, Король Шотландии  | Яков IV, Король Шотландии  | Яков IV, Король Шотландии  | Яков IV, Король Шотландии  | Яков IV, Король Шотландии  | Яков IV, Король Шотландии  |                  |                  |                                        |                   |                   |                   |                    |                    |                    |                    | Маргарита Тюдор    | Маргарита Тюдор    | Маргарита Тюдор | Маргарита Тюдор | Маргарита Тюдор    | Маргарита Тюдор    |                    |                    | Арчибальд Дуглас   | Арчибальд Дуглас   | Арчибальд Дуглас | Арчибальд Дуглас | Арчибальд Дуглас | Арчибальд Дуглас |  |  | Генрих VIII, Король Англии   | Генрих VIII, Король Англии   | Генрих VIII, Король Англии   | Генрих VIII, Король Англии   | Генрих VIII, Король Англии   | Генрих VIII, Король Англии   |
| |              |              |              |              |              |         |         | Яков IV, Король Шотландии  | Яков IV, Король Шотландии  | Яков IV, Король Шотландии  | Яков IV, Король Шотландии  | Яков IV, Король Шотландии  | Яков IV, Король Шотландии  |                  |                  |                                        |                   |                   |                   |                    |                    |                    |                    | Маргарита Тюдор    | Маргарита Тюдор    | Маргарита Тюдор | Маргарита Тюдор | Маргарита Тюдор    | Маргарита Тюдор    |                    |                    | Арчибальд Дуглас   | Арчибальд Дуглас   | Арчибальд Дуглас | Арчибальд Дуглас | Арчибальд Дуглас | Арчибальд Дуглас |  |  | Генрих VIII, Король Англии   | Генрих VIII, Король Англии   | Генрих VIII, Король Англии   | Генрих VIII, Король Англии   | Генрих VIII, Король Англии   | Генрих VIII, Король Англии   |
| |              |              |              |              |              |         |         |                            |                            |                            |                            |                            |                            |                  |                  |                                        |                   |                   |                   |                    |                    |                    |                    |                    |                    |                 |                 |                    |                    |                    |                    |                    |                    |                  |                  |                  |                  |  |  |                              |                              |                              |                              |                              |                              |
| |              |              |              |              |              |         |         |                            |                            |                            |                            |                            |                            |                  |                  |                                        |                   |                   |                   |                    |                    |                    |                    |                    |                    |                 |                 |                    |                    |                    |                    |                    |                    |                  |                  |                  |                  |  |  |                              |                              |                              |                              |                              |                              |
| Мария де Гиз | Мария де Гиз | Мария де Гиз | Мария де Гиз | Мария де Гиз | Мария де Гиз |         |         | Яков V, Король Шотландии   | Яков V, Король Шотландии   | Яков V, Король Шотландии   | Яков V, Король Шотландии   | Яков V, Король Шотландии   | Яков V, Король Шотландии   |                  |                  |                                        |                   |                   |                   | Мэтью Стюарт       | Мэтью Стюарт       | Мэтью Стюарт       | Мэтью Стюарт       | Мэтью Стюарт       | Мэтью Стюарт       |                 |                 | Дуглас, Маргарита  | Дуглас, Маргарита  | Дуглас, Маргарита  | Дуглас, Маргарита  | Дуглас, Маргарита  | Дуглас, Маргарита  |                  |                  |                  |                  |  |  |                              |                              |                              |                              |                              |                              |
| Мария де Гиз | Мария де Гиз | Мария де Гиз | Мария де Гиз | Мария де Гиз | Мария де Гиз |         |         | Яков V, Король Шотландии   | Яков V, Король Шотландии   | Яков V, Король Шотландии   | Яков V, Король Шотландии   | Яков V, Король Шотландии   | Яков V, Король Шотландии   |                  |                  |                                        |                   |                   |                   | Мэтью Стюарт       | Мэтью Стюарт       | Мэтью Стюарт       | Мэтью Стюарт       | Мэтью Стюарт       | Мэтью Стюарт       |                 |                 | Дуглас, Маргарита  | Дуглас, Маргарита  | Дуглас, Маргарита  | Дуглас, Маргарита  | Дуглас, Маргарита  | Дуглас, Маргарита  |                  |                  |                  |                  |  |  |                              |                              |                              |                              |                              |                              |
| |              |              |              |              |              |         |         |                            |                            |                            |                            |                            |                            |                  |                  |                                        |                   |                   |                   |                    |                    |                    |                    |                    |                    |                 |                 |                    |                    |                    |                    |                    |                    |                  |                  |                  |                  |  |  |                              |                              |                              |                              |                              |                              |
| |              |              |              |              |              |         |         |                            |                            |                            |                            |                            |                            |                  |                  |                                        |                   |                   |                   |                    |                    |                    |                    |                    |                    |                 |                 |                    |                    |                    |                    |                    |                    |                  |                  |                  |                  |  |  |                              |                              |                              |                              |                              |                              |
| |              |              |              |              |              |         |         | Мария, Королева Шотландии  | Мария, Королева Шотландии  | Мария, Королева Шотландии  | Мария, Королева Шотландии  | Мария, Королева Шотландии  | Мария, Королева Шотландии  |                  |                  |                                        |                   |                   |                   |                    |                    |                    |                    | Генри Стюарт       | Генри Стюарт       | Генри Стюарт    | Генри Стюарт    | Генри Стюарт       | Генри Стюарт       |                    |                    |                    |                    |                  |                  |                  |                  |  |  | Елизавета I, Королева Англии | Елизавета I, Королева Англии | Елизавета I, Королева Англии | Елизавета I, Королева Англии | Елизавета I, Королева Англии | Елизавета I, Королева Англии |
| |              |              |              |              |              |         |         | Мария, Королева Шотландии  | Мария, Королева Шотландии  | Мария, Королева Шотландии  | Мария, Королева Шотландии  | Мария, Королева Шотландии  | Мария, Королева Шотландии  |                  |                  |                                        |                   |                   |                   |                    |                    |                    |                    | Генри Стюарт       | Генри Стюарт       | Генри Стюарт    | Генри Стюарт    | Генри Стюарт       | Генри Стюарт       |                    |                    |                    |                    |                  |                  |                  |                  |  |  | Елизавета I, Королева Англии | Елизавета I, Королева Англии | Елизавета I, Королева Англии | Елизавета I, Королева Англии | Елизавета I, Королева Англии | Елизавета I, Королева Англии |
| |              |              |              |              |              |         |         |                            |                            |                            |                            |                            |                            |                  |                  |                                        |                   |                   |                   |                    |                    |                    |                    |                    |                    |                 |                 |                    |                    |                    |                    |                    |                    |                  |                  |                  |                  |  |  |                              |                              |                              |                              |                              |                              |
| |              |              |              |              |              |         |         |                            |                            |                            |                            |                            |                            |                  |                  | Яков VI и I, Король Шотландии и Англии |                   |                   |                   |                    |                    |                    |                    |                    |                    |                 |                 |                    |                    |                    |                    |                    |                    |                  |                  |                  |                  |  |  |                              |                              |                              |                              |                              |                              |

## Образ в искусстве

### В кино и на телевидении
- Аноним / Anonymous (2011; Великобритания, Германия, США) режиссёр Роланд Эммерих, в роли Якова Джеймс Клайд.
- Заговор против короны / Gunpowder, Treason and Plot (мини-сериал, 2004, Великобритания), режиссёр Гиллис МакКиннон, в роли Якова Роберт Карлайл.
- Елизавета I / Elizabeth I (мини-сериал, 2005, Великобритания), режиссёр Том Хупер, в роли Якова Юэн Бремнер.
- Порох / Gunpowder (мини-сериал, 2017, Великобритания), режиссёр Джей Блейксон, в роли Якова Дерек Ридделл.
- Царство / Reign (сериал, 2017, финальная серия), режиссёр Холли Дэйл, в роли Якова Джейк Фой.
- Доктор Кто / Doctor Who (11 сезон, 8 серия), режиссёр Салли Апрахамян, в роли Якова Алан Камминг.
- Мэри и Джордж / Mary & George (мини-сериал, 2024, Великобритания), режиссёр Флориан Коссен, в роле Якова Тони Карран.

### В мультфильмах
Яков I изображен в анимационных фильмах «Покахонтас» и «Покахонтас 2: Путешествие в Новый Свет» студии Walt Disney Pictures как Король Англии. Образ и характер короля (во второй части) не соответствует реальному персонажу.
Яков I является антагонистом мультфильма «Америка: Фильм» от Netflix. Его роль озвучил Саймон Пегг.

### В литературе
Образ Якова I запечатлен Рафаэлем Сабатини в историческом романе «Фаворит короля» (The King’s Minion) (1930).